# 米氏異筆鱂
米氏異筆鱂，為輻鰭魚綱鯉齒目鯉齒亞目花鳉科的其中一種，分布於中美洲墨西哥的淡水流域，體長可達7.2公分，屬肉食性，生活習性不明。